# Vallejo (Kalifornien)
Vallejo (englisch: [vəˈleɪhoʊ], spanisch: [baˈʎexo]) ist eine Stadt im Solano County im US-Bundesstaat Kalifornien am Nordrand der Bucht von San Pablo, mit 126.090 Einwohnern (Stand 2020). Das Stadtgebiet hat eine Größe von 126,3 km².
Vallejo besitzt eine sehenswerte Innenstadt, die von Sacramento, Capitol Street, Sonoma Boulevard und Hudson Alley begrenzt wird.
In der Stadt befindet sich die California Maritime Academy.
1996 schloss die US-Marine ihre Werft in Vallejo mit ehemals 10.000 Arbeitsplätzen. 2004 gehörte die Stadt zu den Orten mit dem kräftigsten Jobwachstum. Neue Siedlungen zogen Familien aus San Francisco an, denen es dort zu teuer geworden war. Die Preise für Eigenheime verdoppelten sich (wie in vielen anderen Orten auch) innerhalb weniger Jahre („Immobilienblase“).

## Zahlungsunfähigkeit 2008 und Folgen
Im Mai 2008 meldete die Stadt Konkurs an (siehe auch „Subprime-Krise“). Ein Konkursrichter achtet seitdem darauf, dass die Stadt nicht komplett an den Forderungen ihrer Gläubiger zerbricht, aber auch darauf, dass Bürgermeister und der Stadtrat die Finanzen wieder ins Lot bringen.
Schlaglöcher auf den Straßen bleiben unrepariert, auf öffentlichen Parkplätzen wuchert Unkraut meterhoch. Vier der acht Feuerwehrstationen schlossen; die Zahl der Polizisten wurde von 160 auf 95 reduziert. Ihre Einsatzwagen rücken nur noch bei akuter Gefahr für Leib und Leben aus.
2010 wurde eine der drei weiterführenden Schulen geschlossen.
Ein Vergnügungspark am Rand von Vallejo ist der größte Steuerzahler, Krankenhäuser sind die größten Arbeitgeber. Die meisten Bewohner, die noch Arbeit haben, pendeln nach San Francisco.
In den letzten Jahren stieg die Bevölkerung der Stadt wieder an und die finanzielle und soziale Lage verbesserte sich langsam.

## Söhne und Töchter der Stadt
- Monique Alexander (* 1982), Pornodarstellerin, Schauspielerin und Aktmodell
- C. J. Anderson (* 1991), Footballspieler
- Baby Bash (* 1975), Rapper
- April Bowlby (* 1980), Schauspielerin
- Bill Buckner (1949–2019), Baseballspieler
- Celly Cel, Rapper
- Theodore J. Conway (1909–1990), Viersterne-General der United States Army
- Natalie Coughlin (* 1982), Schwimmerin
- E-40 (* 1967), Rapper
- Albert Ghiorso (1915–2010), Kernphysiker
- Jeff Gordon (* 1971), NASCAR-Fahrer
- Natalie Kingston (1905–1991), Schauspielerin und Tänzerin
- Perry Lind (1936–2022), Jazzmusiker
- Marvin McFadden, Trompeter
- Johnny Otis (1921–2012), Bandleader, Produzent und Talentsucher
- Shanelle Porter (* 1972), Sprinterin
- Grant Willson (* 1939), Chemiker
- H.E.R. (* 1997), R&B-Sängerin